# Comics Bruguera
Comics Bruguera fue una línea de comic books editada por editorial Bruguera a partir de 1977, con un formato similar al original estadounidense y a todo color. Asimismo, Bruguera publicó material estadounidense en otros formatos: Álbum (Colección Álbumes Bruguera, 1978), revista (¡Zas!, 1979) y libritos (Pocket de Ases, 1981).

## Trayectoria
En 1977, Bruguera adquirió los derechos para la publicación en España de la adaptación a cómic de la película Star Wars realizada por Marvel Comics. En el paquete adquirido, se incluían también las series La Mosca Humana, 2001: La odisea del espacio y Ka-Zar, que Bruguera empezó a editar al año siguiente en el mismo formato de comic books de 20 páginas.
A raíz del éxito de la película Superman (1978), Bruguera adquirió material de este personaje y otros de DC Comics, lanzando nuevos comic books de periodicidad semanal y 36 páginas por entrega que durante un tiempo llevaron la etiqueta Super-Acción.
En 1980, Bruguera volvió a publicar cómics de la Marvel Comics, pero en esta ocasión mucho más populares: Spider-Man y La Masa. Su número de páginas y su precio también se incrementaron.

## Valoración
A pesar de su éxito, la colección no estaba muy bien editada, mostrando colores de imprenta y rotulación mecánica.

## Títulos
| Año  | Título                      | Autoría                      | Complemento             | Números | Procedencia   |
| ---- | --------------------------- | ---------------------------- | ----------------------- | ------- | ------------- |
| 1977 | La Guerra de las Galaxias   | Howard Chaykin               |                         | 15      | Marvel Comics |
| 1978 | La Mosca Humana             | Frank Robbins                |                         | 8       | Marvel Comics |
| 1978 | 2001: La odisea del espacio | Jack Kirby                   |                         | 8       | Marvel Comics |
| 1978 | Ka-Zar                      | John Buscema                 |                         | 7       | Marvel Comics |
| 1979 | Superman                    | Curt Swan, Frank Chiaramonte | Supergirl, Rex, Man-Bat |         | DC Comics     |
| 1979 | Batman                      |                              |                         |         | DC Comics     |
| 1980 | Warlord                     | Mike Grell                   |                         |         | DC Comics     |
| 1980 | Spider-Man                  | Gerry Conway, John Romita    | Los 4 Fantásticos       |         | Marvel Comics |
| 1980 | La Masa                     | Herb Trimpe, Sal Buscema     | Spider-Woman            |         | Marvel Comics |